# KIF18A
KIF18A, kinesin family member 18A, est une protéine encodée chez l’homme par le gène KIF18A situé sur le chromosome 11 humain. Elle fait partie de la famille des kinésines.